# Noors slott

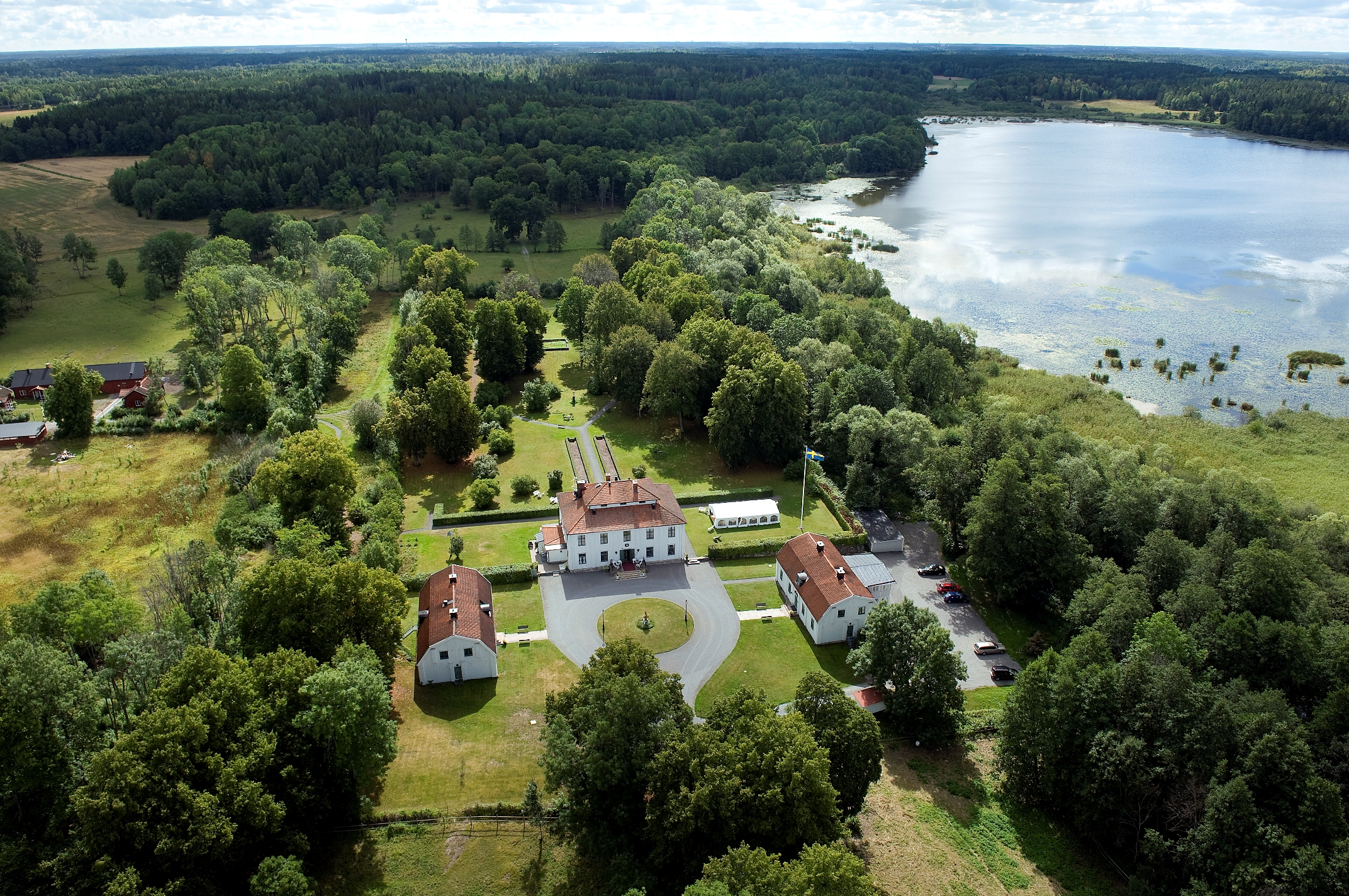
Noors slott

Noors slott är en herrgård från karolinertiden i Knivsta kommun i Uppland. Slottet är byggt i karolinsk stil och användes som jaktslott av de karolinska kungarna.

## Historik
Noors slott omnämndes redan på 1300-talet. Gården drogs in till kronan 1686 i Karl XI:s reduktion, varefter den användes av Karl XI som jaktslott. År 1689 sålde kungen fastigheten till sin rådgivare Nils Gyldenstolpe, i samband med att denne upphöjdes till greve. Nils Gyldenstolpe byggde om slottet i karolinsk stil, möjligen efter ritningar av Jean de la Vallée till en på sin tid arkitektoniskt storslagen herrgårdsanläggning.
Den nu försvunna barockträdgården betraktades som en av landets finare i sitt slag och anlades av Johan Hårleman sent 1600-tal.
År 1761 köptes Noors slott av riksrådet Carl Hermelin och släkten Hermelin ägde därefter slottet ända till 1918. Sedan dess har slottet skiftat ägare flera gånger och är numera en privatägd konferensgård.
Författaren Verner von Heidenstam skrev 1897 novellsamlingen Karolinerna under ett års vistelse på Noors slott, dit han sökt sig för att få rätt stämning för sin skildring av Karl XII:s krig. I slottets Heidenstamsrum kan besökare provsitta dennes stol. 
Byggnaderna totalrenoverades 1996–97.

## Spökerier

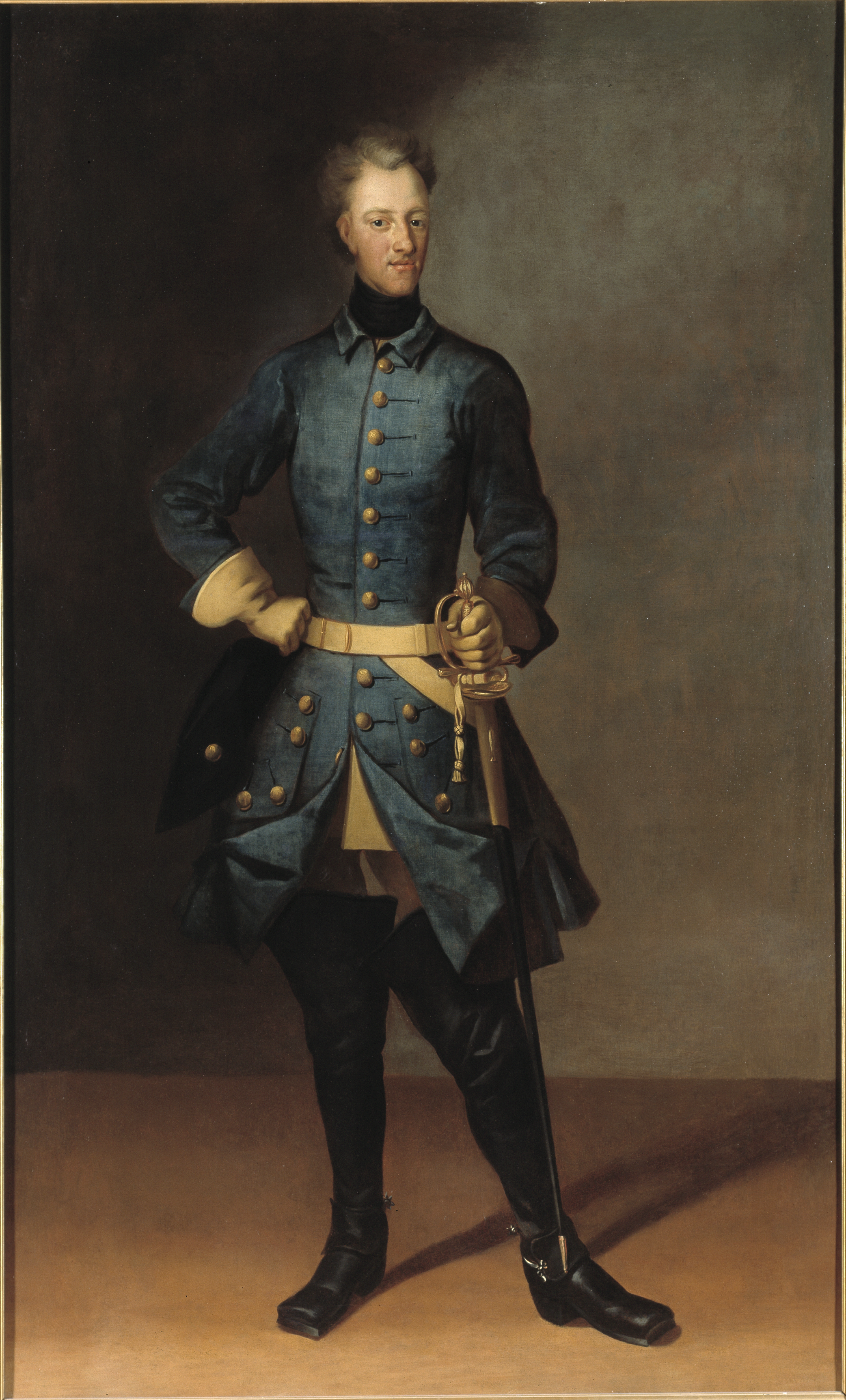
Karl XII sägs spöka i slottet. Målning (1707) av David von Krafft.

Under sin vistelse i Noors slott påstod Verner von Veidenstam att han skulle ha träffat Karl XII:s spöke. Författaren beskrev mötet på följande sätt:
| ”                       | Utanför mitt skrivrum låg två stora, på natten nästan beckmörka rum, med väggarna fulla av gamla släkttavlor. Där fanns även ett stort ryttarporträtt av Karl XI. När jag som bäst arbetade med avslutandet av kapitlet om Karl XII:s död i Fredrikshald, -klockan var väl två på natten, hörde jag steg och ett pinglande skramlande ljud. Jag såg upp och i den mörka dörröppningen stod ingen mindre än min hjälte Karl XII själv, i fältuniform. Hans ansikte var vitt som gips. Handskarna var vita. Vålnaden satte sig i en stol med värjan över knät och sade med klar röst: – Det där som du skriver, kan ju vara riktigt och sant, men du glömmer en sak. Sista natten åkallade jag Gud. Minns det. Därpå var vålnaden borta. Jag skyndade ner och väckte min fru och berättade om spöksynen. Därefter infogade jag med djup känsla vålnadens ord i min berättelse. Ingen vet hur poesin parar vidskepelse med vetande. Kanske är det ur just den föreningen som sanningen destilleras fram. Med denna spökhistoria vill jag nu sluta för idag. | „ |
| – Werner von Heidenstam | |   |

## Fotogalleri

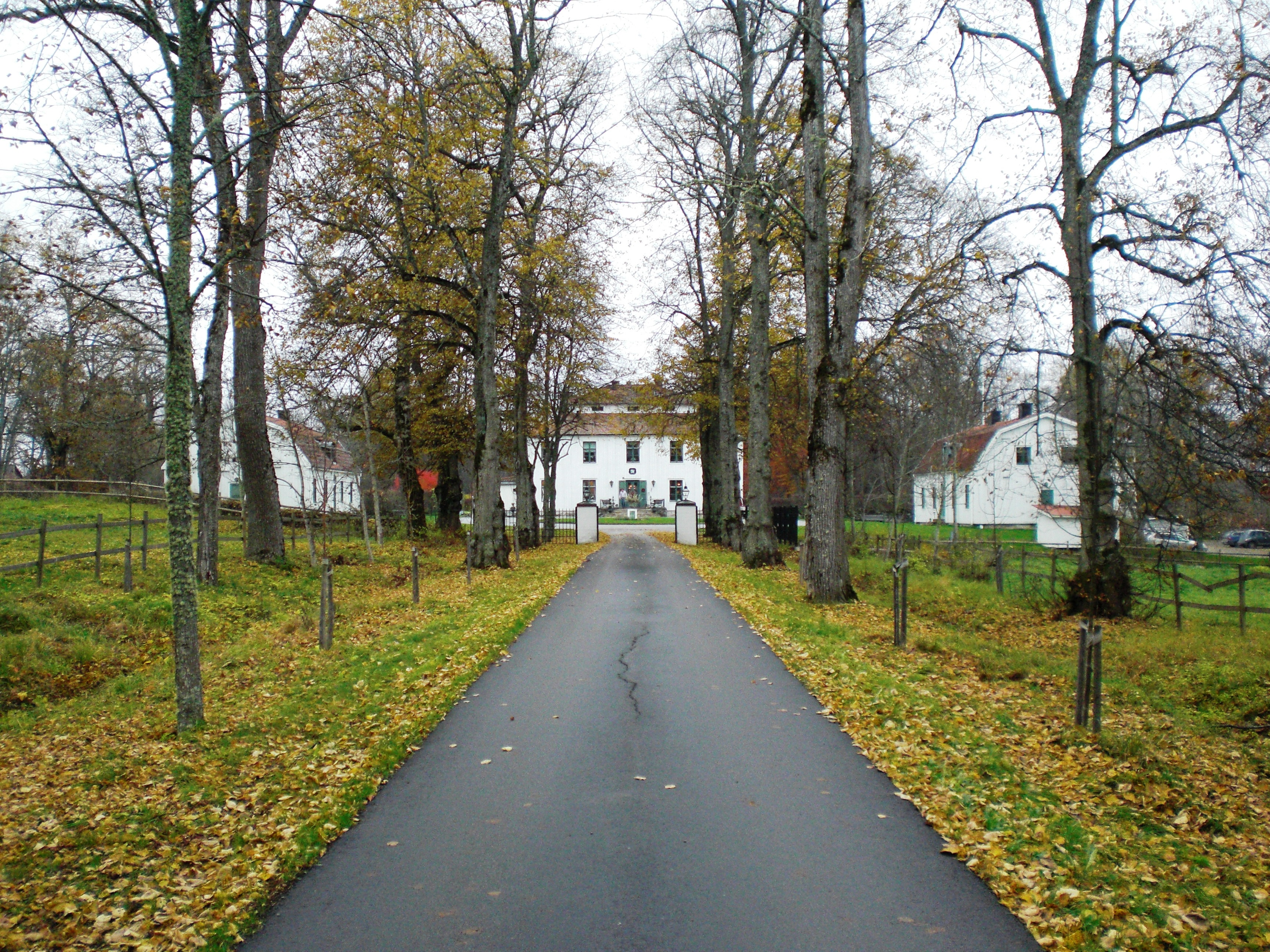
Allén upp mot slottet
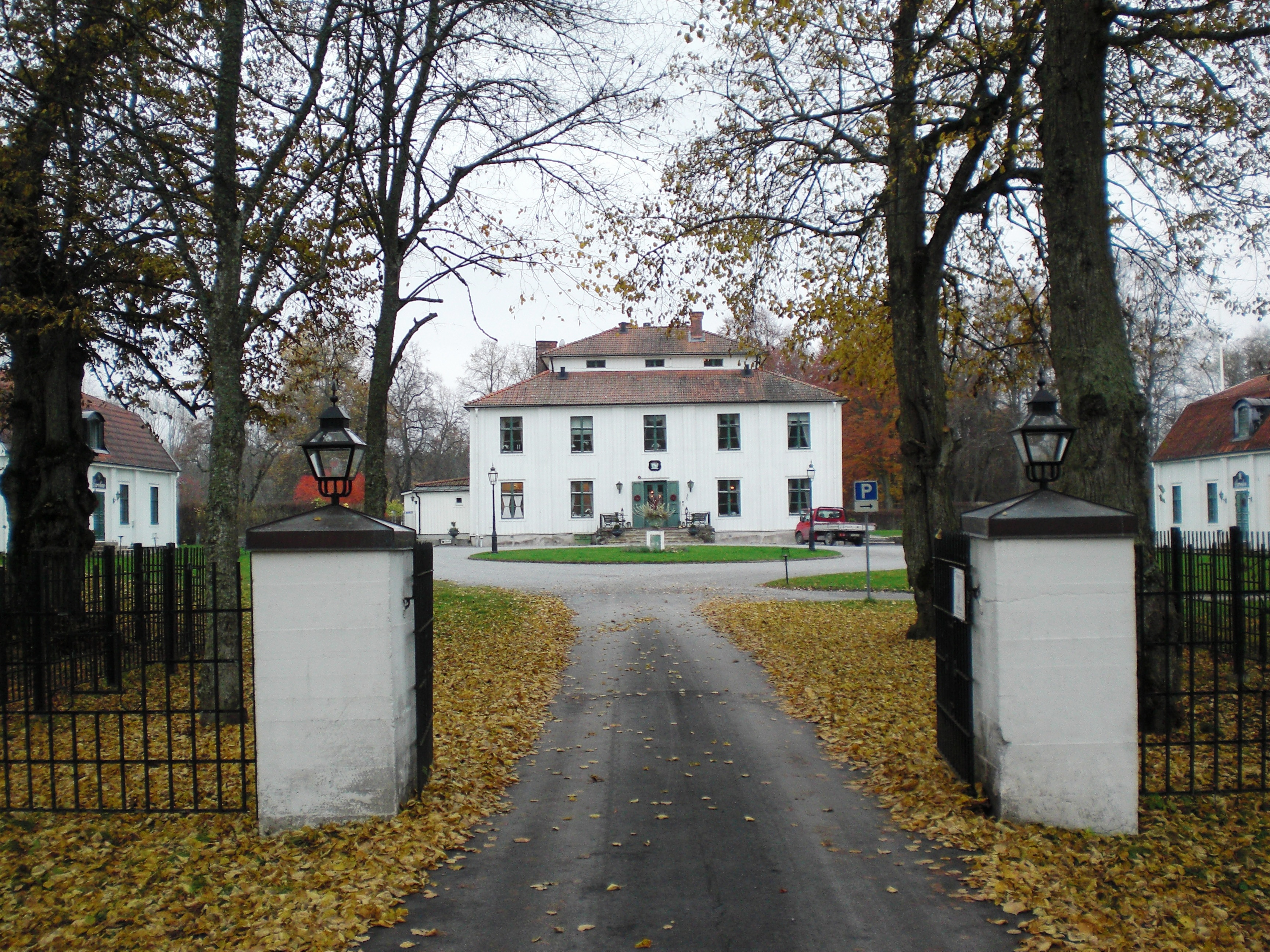
Entrén till slottsområdet
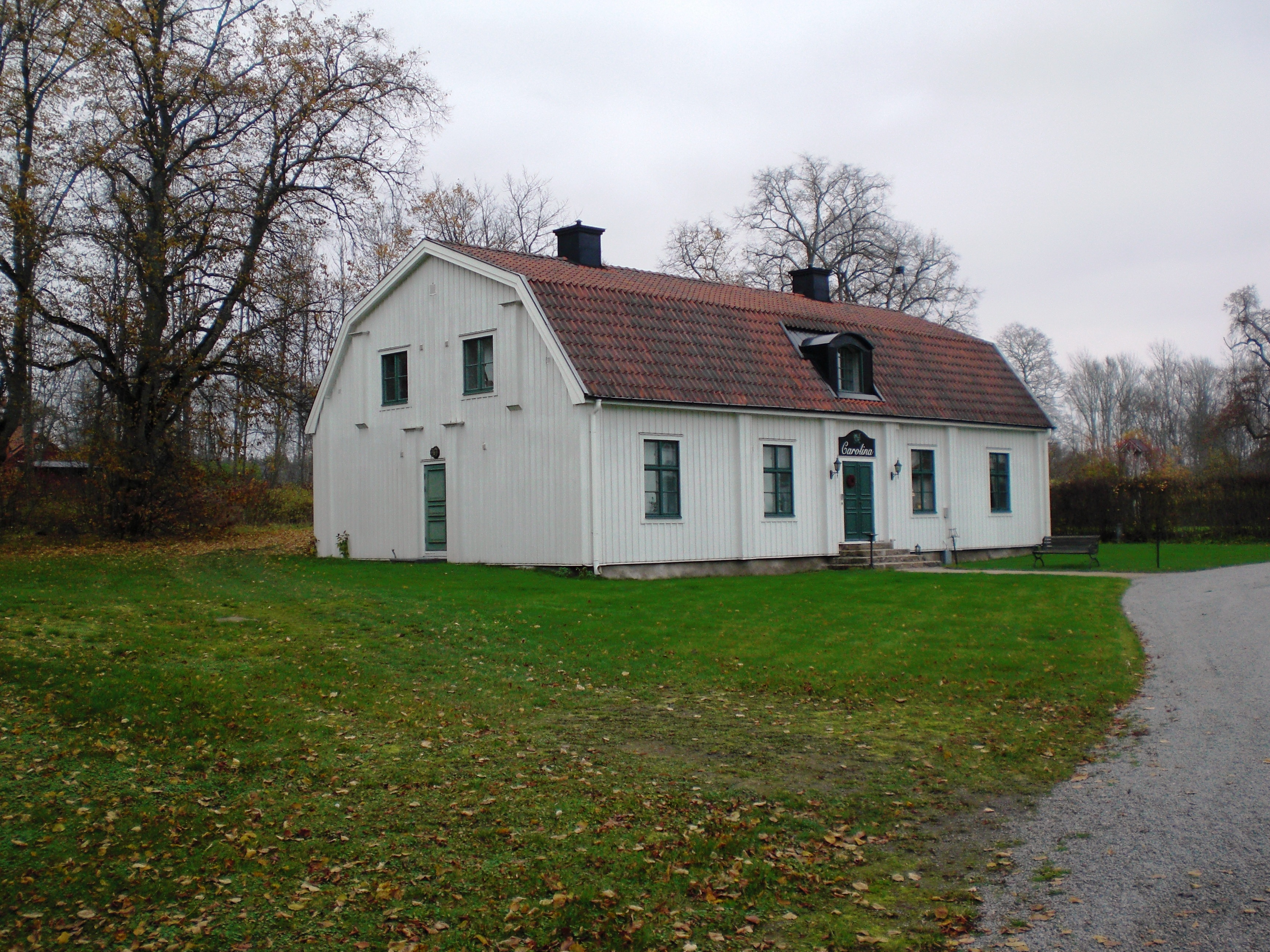
Nordöstra flygeln